# Earthsea – Die Saga von Erdsee
Earthsea – Die Saga von Erdsee (Originaltitel: Legend of Earthsea) ist eine zweiteilige US-amerikanische Fantasy-Miniserie des SciFi-Channels aus dem Jahre 2004. In den Hauptrollen sind Shawn Ashmore, Kristin Kreuk, Isabella Rossellini und Danny Glover zu sehen.
Die Miniserie basiert auf den Büchern „Der Magier der Erdsee“ und „Die Gräber von Atuan“ des Erdsee-Zyklus von Ursula K. Le Guin. Aufgrund der geringen inhaltlichen Treue zur Buchvorlage und insbesondere wegen der fast durchgehenden Besetzung mit weißen Schauspielern, obwohl im Roman viele Charaktere dunklere Hautfarben haben, distanzierte sich die Autorin jedoch von der Verfilmung.

## Inhalt
Der junge Ged lebt bei seinem Vater, einem Bronzeschmied, in einem Dorf. Seine Mutter ist früh verstorben. Ged verbindet eine Freundschaft mit einer alten Frau, die einst von seiner Mutter nach einem Sturm aus dem Meer gerettet wurde, ohne Erinnerung an ihr früheres Leben. Ab und zu lehrt sie ihn einige magische Kunststücke, die sie beherrscht. Auch schenkt sie ihm ein altes Amulett, das sie um den Hals trug, als sie gefunden wurde. Als kargische Krieger das Dorf angreifen, verwirrt er die Angreifer mit einem Nebelzauber und rettet so das Dorf. Das erregt das Interesse des kargischen Königs Tygath, der ab sofort nach jenem jungen Magier suchen lässt. Ged beginnt inzwischen eine Lehre bei dem Magier Ogion und erfährt seinen wahren Namen „Buntfalke“. Weil ihm Ogions Methoden jedoch nicht zusagen, begibt er sich an die Zauberschule von Rok. Als sehr talentierter Magier macht er dort bald auf sich aufmerksam. Der frühere Star der Schule, Jasper, missgönnt ihm den Erfolg aus naheliegenden Gründen und provoziert ihn, einen Geist zu beschwören. Ged nimmt an und befreit bei der Beschwörung versehentlich ein Schattenwesen, einen der Namenlosen. Dieser Seelenfresser wird nicht ruhen, bis er Ged getötet hat. Dann jedoch ständen ihm sein Körper und seine nicht unbeträchtliche magische Macht zur Verfügung.
Ged muss Rok verlassen und vor dem Namenlosen fliehen, der bald zu einem Gebbeth wird. Verfolgt von ihm flieht er zu Ogion, der ihm rät, nicht länger den Gejagten zu spielen, sondern selbst den Gebbeth zu jagen und sich mit ihm zu „versöhnen“.
Währenddessen versucht König Tygath, die Namenlosen aus ihrer Gruft zu befreien, um von ihnen das Geheimnis der Unsterblichkeit zu erfahren. Doch die einzige, die weiß, wie man die Gruft öffnet, ist Thar, die Hohepriesterin von Atuan, in dessen Kloster die Namenlosen ruhen. Tygath versucht, durch die Priesterin Kossil, die, nachdem sie zur Nachfolgerin von Thar ernannt worden ist und die Geheimnisse erfahren hat, diese vergiften soll, an das Geheimnis heranzukommen. Der Plan schlägt fehl, statt Kossil wird Tenar zur nächsten Hohepriesterin ernannt. Durch Intrigen gelingt es Kossil, Tenar in den Kerker sperren zu lassen und ihren Platz als Nachfolgerin einzunehmen.
Ged hat sich inzwischen mit Vetch, einem alten Magierfreund von der Akademie, auf die Suche nach dem Gebbeth gemacht und gelangt schließlich nach Atuan, nachdem ihn das Rätsel eines Drachen dorthin gewiesen hat. Inzwischen hat er auch erkannt, dass das Amulett, das er bei sich trägt, ein Bruchstück des lange verschollenen „Amuletts des Friedens“ ist. Nun sucht er die andere Hälfte, um durch das Zusammenfügen des Amuletts den Gebbeth zu bannen.
Die Macht des Glaubens im Kloster jedoch schwächt die magische Kraft von Ged und Vetch, und so kann nur Vetch als Ratte in den unterirdischen Irrgarten gelangen, in dem sich die Gruft der Namenlosen befindet. Ged wird gefangen genommen.
Im Kerker erfährt er von Tenar, wie man durch das Labyrinth kommt, bevor sie zur Hohepriesterin gebracht wird. Er selbst kann aus der Zelle entkommen, aber nicht in den Irrgarten eindringen.
Thar wurde von Kossil im Zorn erwürgt, weil sie sich weigerte, Kossil in das Geheimnis des Öffnens der Gruft einzuweihen. Nun versucht sie es von Tenar zu erfahren, doch als die sich selbst im Angesicht des Todes weigert, es ihr zu verraten, wird Kossil von dem über ihr Versagen erbosten König Tygath erdolcht.
Nun zwingt Tygath Tenar, ihm den Weg durch den Irrgarten zu zeigen. Nachdem Tenar den Irrgarten mit den Schlüsseln der Hohepriesterin geöffnet hat, kann auch Ged hinter den Kargern in den Irrgarten gelangen. Er nimmt die außen an der Tür stecken gelassenen Schlüssel mit sich.
Tenar versucht, Tygath zu verwirren, als Ged auftaucht und sie retten will. Im Kampf ist er Tygath unterlegen, flieht und führt Tygath genau zu der Gruft der Namenlosen. Während Tygath mit seiner Axt die Tür aufbricht, trifft Ged in der Kammer, an die sich die Gruft anschließt, Vetch wieder. In Wahrheit ist es jedoch der Gebbeth, der Vetchs Gestalt angenommen hat, nachdem er ihn tötete. Nun will er seine Jagd auf Ged zu Ende bringen.
Ged jedoch hat mittlerweile verstanden und akzeptiert, dass der Gebbeth nicht sein Feind, sondern die Personifikation seiner eigenen dunklen Seite ist. Er bannt den Gebbeth, indem er ihn bei seinem wahren Namen nennt: Buntfalke, sein eigener Name. Der Gebbeth kehrt wieder zurück in Geds Körper und macht ihn stärker, sodass er Tygath leicht bezwingen kann. Doch der droht, Tenar zu töten, wenn sie nicht das Tor zur Gruft öffnet. Ged befiehlt Tenar, Tygath Folge zu leisten.
Tenar öffnet das Tor, und die befreiten Namenlosen töten Tygath und seine Männer. Ged findet den Körper Vetchs und holt dessen Seele aus dem Reich zwischen Tod und Leben zurück. Um die Namenlosen zu vernichten, muss das Amulett des Friedens wieder zusammengefügt werden, dessen eine Hälfte Ged bei sich trägt. Die andere Hälfte steckt im Griffstück des Irrgartenschlüssels.
Tenar und Ged fügen durch die Macht der Priesterinnen und der Zauberer das Amulett wieder zusammen und befehlen den Namenlosen, für immer aus Erdsee zu verschwinden.

## Preise und Nominierungen
Earthsea gewann 2005 sechs Leo Awards in den Kategorien Kostüme, Make-up, männlicher Nebendarsteller (Chris Gauthier), visuelle Effekte, Bildbearbeitung und Produktionsdesign.
Earthsea wurde 2005 für den Emmy Award in der Kategorie Spezialeffekte; für den Leo Award in zusätzlich den Kategorien beste weibliche Darstellerin (Kristin Kreuk), bester männlicher Nebendarsteller (Mark Hildreth) und in zwei Kategorien zum Sound und für den Visual Effects Society Award für Effekte einer Miniserie nominiert.

## Hintergrund
- Der Film wurde von Hallmark Entertainment produziert, die auch schon Das zehnte Königreich und Dinotopia inszenierten.
- Die Erstausstrahlung im deutschen Free-TV erfolgte am 20. und 21. Januar 2005 bei ProSieben in zwei Teilen. Die folgende Tabelle veranschaulicht die Zuschauerdaten:

| Datum           | Zuschauer | Zuschauer       | Marktanteil | Marktanteil     | Quellen |
| Datum           | Gesamt    | 14 bis 49 Jahre | Gesamt      | 14 bis 49 Jahre | Quellen |
| --------------- | --------- | --------------- | ----------- | --------------- | ------- |
| 20. Januar 2005 | 3,14 Mio. | 2,19 Mio.       | 9,5 %       | 16,0 %          | [ 3 ]   |
| 21. Januar 2005 | 2,60 Mio. | 1,77 Mio.       | 7,8 %       | 13,4 %          | [ 4 ]   |

## Abweichungen von der Romanvorlage
- König Tygath, der nach Unsterblichkeit und Macht giert und Erdsee vollkommen beherrschen möchte, existiert in der Romanvorlage nicht.
- Die Figuren der Vorlage sind dunkelhäutig. Die einzige Ausnahme bilden die kargischen Krieger.
- Im Roman ist Tenar nicht die Nachfolgerin der Hohepriesterin, sondern die Wiedergeborene Hohepriesterin. Auch wird die Hohepriesterin nicht heimlich vergiftet, sondern erleidet einen natürlichen Tod.
- Geds Kampf gegen den Drachen wird in der Verfilmung völlig anders dargestellt, die Kinder des Drachen kommen nicht vor.
- In der Romanvorlage stirbt der Erzmagier beim Freisetzen des Gebbeth. Im Film dagegen überlebt er seinen Versuch, Ged zu retten.
- In der Romanvorlage muss Ged nicht Rok verlassen, um vor dem Schatten sicher zu sein, sondern beendet dort seine Ausbildung zum Magier, um den Schatten zu bekämpfen.
- Der Gebbeth wird im Roman als Schatten dargestellt, in der Verfilmung erinnert er stark an einen Dämon aus der Serie Buffy – Im Bann der Dämonen.
- Jasper ist im Roman nicht böse und verrät Rok nicht. Er ist lediglich arrogant.
- Auch Kossil ist im Roman nicht eindeutig böse.
- In der Romanvorlage ist Geds Rufname Sperber und sein wahrer Name Ged. In der Verfilmung ist sein Rufname Ged und sein Geheimname Buntfalke.